# روبرت وينستون
روبرت موريس وينستون (بالإنجليزية: Robert Maurice Winston)‏ (من مواليد 15 يوليو 1940) هو بروفيسور بريطاني طبيب وعَالِم ومقدّم برامج تلفزيونية وسياسي في حزب العمال.

## بداية حياته والتعليم
وُلِد روبرت وينستون في لندن لأبوين لورانس ونستون وروث ونستون فوكس، ونشأ باعتباره يهوديًا أرثوذكسيًا. كانت والدته عمدة منطقة ساوثغيت السابق. توفي والد ونستون نتيجة إهمال طبي عندما كان ونستون في التاسعة من عمره. روبرت لديه شقيقان أصغر: أخت، الفنانة ويلو ونستون، وأخ، أنتوني.
التحق ونستون في البداية بمدرسة سالكومب الإعدادية حتى سن السابعة، تلاها كوليت كورت ومدرسة سانت بول، وتخرج لاحقًا من كلية الطب بمستشفى لندن في عام 1964 بدرجة في الطب والجراحة وحقق مكانة بارزة كخبير في الخصوبة البشرية. تخلى عن الطب السريري لفترة وجيزة وعمل كمخرج مسرحي، وفاز بجائزة المديرين الوطنيين في مهرجان إدنبرة عام 1969.

## روابط خارجية
- روبرت وينستون على موقع IMDb (الإنجليزية)
- روبرت وينستون على موقع ميوزك برينز (الإنجليزية)
- روبرت وينستون على موقع قاعدة بيانات الفيلم (الإنجليزية)